# Anna Verwey
Anna Verwey, auch Anna Verweij-Verschuure (* 12. August 1935 in Rotterdam; † 15. August 1980 ebenda) war eine Pionierin der niederländischen Textilkunst.

## Leben und Werk
Anna Verwey wurde 1935 in Rotterdam geboren. Sie besuchte von 1955 bis 1957 die „Academie voor Beeldende Kunsten Rotterdam“ (Akademie der Schönen Künste in Rotterdam, heutiger Name Willem de Kooning Academie). Nachdem sie die Kunstschule verlassen hatte, begann sie, mit Materialien und Techniken zu experimentieren und nannte sich ab 1958 nur noch „Anna“. Aus Resten fertigte sie zunächst Schmuck und kleine abstrakte Wandbehänge aus grob zusammengenähten Kleidungsresten, Jute und Fäden, bevor sie ab den 1960er Jahren zur Gestaltung großer, farbenprächtiger Wandbehänge überging. Diese Wandteppiche gestaltete sie mit dreidimensionalen, organischen Formen aus überwiegend künstlichen Materialien wie Nylon, Viskose und Kunststoff.
Ab den 1960er Jahren wurden Anna Verweys textilen Arbeiten immer detailliereicher und nahmen einen konzeptionelleren Charakter an. Mit ihren Arbeiten hob sie die Grenze von bildender Kunst zu angewandter Kunst auf. Sie schuf nichtfigurative, abstrakte Werke. Zu ihren Werkstoffen gehörten unter anderem Baumwolle, Jute, Kunstseide, Seide, Schaumstoff, Velours, Flanell und Kunststoff, die sie experimentell einsetzte. Sie bestickte Stoffe, brachte Applikation an, schnitt und verhäkelte Materialien. In ihren Entwurfszeichnungen für Blumenfelder nach Kompositionen von Piet Mondriaan spiegelte sich ihre Naturverbundenheit wider.
1969 heiratete sie den niederländischen Maler und Zeichner Hans Verweij (1928–2011). Mitte 1978 erkrankte Anna Verwey schwer. In ihren Arbeiten aus dieser Zeit bis zu ihrem Tod nahm das Thema „Verwandlungen“ und der Übergang zwischen Leben und Tod eine zentrale Rolle ein. Sie fertigte Silhouetten weiblicher Figuren an, die ihrem eigenen Körper nachempfunden waren. Zwischen 1978 und 1980 entstand ein großer Teil ihres Oeuvres und auch ihre wichtigsten Ausstellungen fanden in dieser Zeit statt. Sie starb 1980 in Amsterdam.
Werke von ihr befinden sich unter anderem im Kunstmuseum Den Haag, dem Textielmuseum Tilburg und dem Museum Boijmans Van Beuningen.

## Ausstellungen (Auswahl)
- 1958: Expo 58, Brüssel
- 1960: Kunstkring Rotterdam
- 1965: Anna Verwey-Verschuure, Soloausstellung, Schloss Zeist
- 1966: Kunstkring Rotterdam
- 1966: Atelier 3, Stedelijk Museum Amsterdam
- 1969: Nederlandse Beeldhouwkunst 1964-1969, Centraal Museum Utrecht
- 1971: Frans Hals Museum, Haarlem
- 1973: Ausstellungssaal De Doelen, Rotterdam
- 1974: De Hallen Haarlem, Frans Hals Museum
- 1975: Internationale Biennale de la Tapisserie, Centre International de la Tapisserie Ancienne et Moderne, Musée cantonal des Beaux-Arts de Lausanne
- 1978: Stofwisselingen, De Hallen Haarlem, Frans Hals Museum
- 1979: Anna: textielwerken 1977-1979, Soloausstellung, Stedelijk Museum, Amsterdam
- 1979: Textiel in Progress 4e periode, Rotterdamse Kunststichting Rotterdam
- 1979: Textiel in Progress 7e periode, Rotterdamse Kunststichting Rotterdam
- 1984: Anna Verwey, Museum Boijmans Van Beuningen, Rotterdam
- 1986: Nederlands Textielmuseum, Tilburg
- 1992: Aanwinsten 1985-1992, Stedelijk Museum Amsterdam
- 1993: Textielcollectie: keuze uit de collectie toegepaste kunst, Stedelijk Museum Amsterdam
- 2004: Tracer: zes curatoren over de kunst in Rotterdam, TENT.Centrum Beeldende Kunst, Rotterdam[4]
- 2007: Anna. Kunstmuseum Den Haag[1]
- 2019: Black & White – symboliek in Kunst & Design, Nederlands Textielmuseum, Tilburg[5]
- 2020: Rode draden – oude en nieuwe verhalen in kunst en design, Nederlands Textielmuseum, Tilburg[6]